# Simpang Teritip
Simpang Teritip is een onderdistrict (kecamatan) van het Regentschap West-Bangka in het noorden van de Indonesische provincie Bangka-Belitung.

## Verdere onderverdeling
Het onderdistrict Simpang Teritip is anno 2010 verdeeld in dertien kelurahan, plaatsen en dorpen:
- Air Menduyung
- Air Nyatoh
- Berang
- Bukit Terak
- Ibul (Simpang Teritip)
- Kundi
- Mayang (Simpang Teritip)
- Pangek
- Pelangas
- Peradong
- Rambat (Simpang Teritip)
- Simpang Gong
- Simpang Tiga (Simpang Teritip)